# Mille Miglia 1927
Navigation
Édition suivante

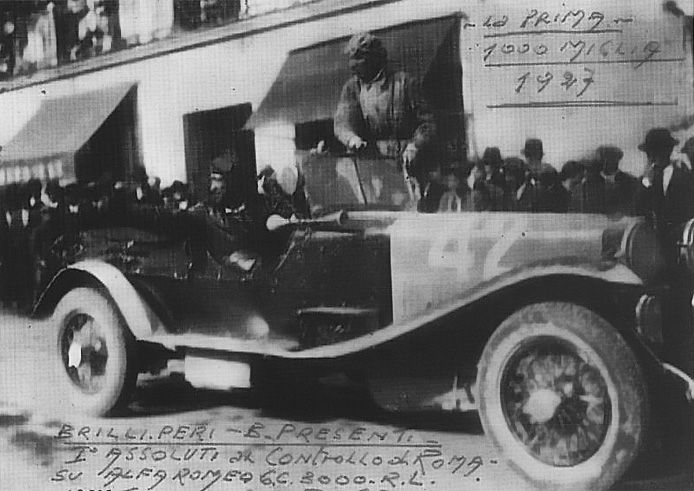
Gastone Brille Peri, Alfa Romeo RLSS

Les Mille Miglia 1927 est la 1re édition de la course automobile annuelle organisée le 27 mars 1927 entre Brescia et Rome. Cette édition est remportée par Ferdinando Minoia et Giuseppe Morandi sur OM Tipo 665 Sport.

## Classement de la course
| Pos. | no  | Pilote                             | Voiture                             | Écurie              | Temps / Abandon    | Catégorie      | Départ |
| ---- | --- | ---------------------------------- | ----------------------------------- | ------------------- | ------------------ | -------------- | ------ |
| 1    | 14  | Ferdinando Minoia Giuseppe Morandi | OM Tipo 665 Sport                   | Officine Meccaniche | 21 h 4 min 48 s 2  | E (1,5–2,0 l)  | 32     |
| 2    | 13  | Tino Danieli Renato Balestrero     | OM Tipo 665 Sport                   | Officine Meccaniche | 21 h 20 min 53 s 6 | E (1,5–2,0 l)  | 31     |
| 3    | 12  | Mario Danieli Archimede Rosa       | OM Tipo 665 Sport                   | Officine Meccaniche | 21 h 28 min 2 s 2  | E (1,5–2,0 l)  | 30     |
| 4    | 17  | Ermenegildo Strazza A. Varallo     | Lancia Lambda torpedo               |                     | 21 h 42 min 48 s 0 | D (2,0–3,0 l)  | 5      |
| 5    | 99  | U. Pugno G. Bergia                 | Lancia Lambda                       |                     | 21 h 55 min 14 s 6 | D (2,0–3,0 l)  | 28     |
| 6    | 5   | Aymo Maggi Bindo Maserati          | Isotta Fraschini Tipo 8A SS torpedo |                     | 22 h 0 min 35 s 8  | B (5,0–8,0 l)  | 1      |
| 7    | 49  | « Frate Ignoto » Carlo Sozzi       | Alfa Romeo RLSS 22/90               |                     | 22 h 6 min 11 s 0  | D (2,0–3,0 l)  | 15     |
| 8    | 71  | Franco Cortese M. Baroncini        | Itala Tipo 61                       |                     | 22 h 45 min 46 s 2 | E (1,5–2,0 l)  | 37     |
| 9    | 74  | W. Gutermann R. Munaron            | Alfa Romeo RLSS 22/90               |                     | 22 h 53 min 57 s 0 | D (2,0–3,0 l)  | 17     |
| 10   | 89  | Tazio Nuvolari Alessandro Cappelli | Bianchi Tipo 20 Sport torpedo       |                     | 23 h 12 min 2 s 0  | D (2,0–3,0 l)  | 24     |
| 11   | 33  | Emilio Bonamico S. Felicioni       | Itala Tipo 61                       |                     | 23 h 16 min 45 s 0 | E (1,5–2,0 l)  | 33     |
| 12   | 55  | G. Binda A. Belgir                 | Bugatti Type 40                     |                     | 23 h 18 min 23 s 0 | F (1,1–1,5 l)  | 52     |
| 13   | 36  | P. Cattaneo Luigi Beccaria         | Ceirano Tipo S 150                  |                     | 23 h 28 min 29 s 0 | F (1,1–1,5 l)  | 49     |
| 14   | 47  | Albino Marinoni O. Morbidini       | Ansaldo 6B IV serie                 |                     | 23 h 28 min 44 s 0 | D (2,0–3,0 l)  | 14     |
| 15   | 72  | Ernesto Tamburi A. Attili          | Itala Tipo 61                       |                     | 23 h 41 min 9 s 4  | E (1,5–2,0 l)  | 38     |
| 16   | 24  | A. Battaglini R. Battaglini        | Lancia Lambda                       |                     | 23 h 41 min 43 s 6 | D (2,0–3,0 l)  | 8      |
| 17   | 11  | P. Anselmi Carlo Gazzabini         | OM Tipo 665 Sport                   |                     | 24 h 2 min 14 s 0  | E (1,5–2,0 l)  | 29     |
| 18   | 95  | Cesare Schieppati G. Ferretti      | Diatto Tipo 35                      |                     | 24 h 5 min 0 s 6   | D (2,0–3,0 l)  | 27     |
| 19   | 81  | E. Giraudo P. Pagliero             | Diatto Tipo 26                      |                     | 24 h 18 min 55 s 0 | D (2,0–3,0 l)  | 20     |
| 20   | 39  | P. Moalli Bartolo Ferrari          | Fiat 509S                           |                     | 24 h 23 min 41 s 0 | G (0,75–1,1 l) | 65     |
| 21   | 59  | G. Ricci « Gay »                   | Fiat 509S                           |                     | 24 h 27 min 32 s 4 | G (0,75–1,1 l) | 68     |
| 22   | 41  | E. Silvani Giovanni Minozzi        | Fiat 519S spider                    |                     | 24 h 52 min 54 s 0 | C (3,0–5,0 l)  | 3      |
| 23   | 45  | Carlo Bucchetti E. Alessandrini    | Ansaldo 6B                          |                     | 24 h 58 min 12 s 8 | E (1,5–2,0 l)  | 34     |
| 24   | 1   | Alfonso Zampieri A. Bertoldi       | Amilcar CGSs                        |                     | 25 h 7 min 17 s 4  | G (0,75–1,1 l) | 58     |
| 25   | 66  | Emilio Giacosa G. Storari          | Lancia Lambda                       |                     | 25 h 12 min 24 s 0 | D (2,0–3,0 l)  | 16     |
| 26   | 58  | « Rossato » Filippo Tassara        | Ceirano Tipo S 150                  |                     | 25 h 26 min 26 s 4 | F (1,1–1,5 l)  | 53     |
| 27   | 46  | « Novi » « Ciompi »                | Ansaldo 6B IV serie                 |                     | 25 h 31 min 6 s 0  | D (2,0–3,0 l)  | 13     |
| 28   | 38  | N. Manenti C. Ricceri              | Fiat 509S                           |                     | 25 h 37 min 3 s 0  | G (0,75–1,1 l) | 64     |
| 29   | 75  | A. Antici « Grasselli »            | OM Tipo 665 Sport                   |                     | 25 h 49 min 34 s 0 | E (1,5–2,0 l)  | 40     |
| 30   | 19  | M. Benelli Filippo Benelli         | Lancia Lambda                       |                     | 25 h 53 min 13 s 8 | D (2,0–3,0 l)  | 7      |
| 31   | 96  | A. Sansoni L. Viano                | Diatto Tipo 30                      |                     | 26 h 32 min 22 s 0 | E (1,5–2,0 l)  | 42     |
| 32   | 90  | C. Moschini A. Concari             | Lancia Lambda                       |                     | 26 h 36 min 18 s 6 | D (2,0–3,0 l)  | 25     |
| 33   | 44  | Natale Romano Cesare Villa         | Bianchi Tipo 20                     |                     | 26 h 43 min 59 s 0 | D (2,0–3,0 l)  | 12     |
| 34   | 85  | Corrado Lotti A. Bartolini         | Ansaldo 6B IV serie                 |                     | 26 h 46 min 3 s 0  | D (2,0–3,0 l)  | 21     |
| 35   | 4   | C. Comelli « Badini »              | OM Tipo 469                         |                     | 26 h 49 min 12 s 0 | F (1,1–1,5 l)  | 45     |
| 36   | 100 | Stanislao Terziani Guis. Forti     | Ansaldo 4H                          |                     | 26 h 59 min 23 s 0 | E (1,5–2,0 l)  | 43     |
| 37   | 76  | Emilio Bernardi « Passerini »      | OM Tipo 665 Sport                   |                     | 27 h 48 min 47 s 2 | E (1,5–2,0 l)  | 41     |
| 38   | 8   | U. Donati G. Tartaglia             | Fiat 501S                           |                     | 27 h 56 min 10 s 0 | F (1,1–1,5 l)  | 46     |
| 39   | 18  | Ferruccio Radice Ezio Cattaneo     | Lancia Lambda                       |                     | 28 h 1 min 47 s 6  | D (2,0–3,0 l)  | 6      |
| 40   | 16  | Gino Crespi A. Vaghi               | SAM tipo C 25F spider               |                     | 28 h 10 min 5 s 0  | G (0,75–1,1 l) | 61     |
| 41   | 40  | E. Weber B. Menchetti              | Fiat 519S                           |                     | 28 h 12 min 52 s 0 | C (3,0–5,0 l)  | 2      |
| 42   | 26  | Giorgio Ambrosini « Cossalter »    | Fiat 509S guida interna             |                     | 28 h 16 min 11 s 0 | G (0,75–1,1 l) | 62     |
| 43   | 53  | Emilio Romano M. Martinelli        | Fiat 501S                           |                     | 28 h 16 min 48 s 0 | F (1,1–1,5 l)  | 51     |
| 44   | 67  | Dino Ravasio A. Fozzato            | Fiat 509S                           |                     | 28 h 17 min 56 s 0 | G (0,75–1,1 l) | 71     |
| 45   | 101 | L. Negri « Battacchi »             | Amilcar CGSs                        |                     | 29 h 43 min 14 s 0 | G (0,75–1,1 l) | 74     |
| 46   | 9   | C. Chiabotti « Candiani »          | Fiat 509S                           |                     | 29 h 45 min 0 s 0  | G (0,75–1,1 l) | 60     |
| 47   | 3   | G. Favero C. Salvioni              | Bugatti Brescia modifiée            |                     | 30 h 0 min 9 s 0   | F (1,1–1,5 l)  | 44     |
| 48   | 73  | Rino Casarotti A. Marino           | Itala Tipo 61 berlina aerodinamica  |                     | 30 h 30 min 37 s 0 | E (1,5–2,0 l)  | 39     |
| 49   | 30  | Enzo Crotti « Buozzi »             | Fiat 501S                           |                     | 30 h 31 min 14 s 4 | F (1,1–1,5 l)  | 48     |
| 50   | 2   | T. Saccomani M. Fiumi              | Amilcar CGSs                        |                     | 32 h 4 min 10 s 0  | G (0,75–1,1 l) | 59     |
| 51   | 88  | F. Pirola C. Pensi                 | Bianchi Tipo 20 Sport               |                     | 32 h 15 min 49 s 0 | D (2,0–3,0 l)  | 23     |
| 52   | 77  | A. Arrivabene « Gatti »            | Fiat 501 testa Silvani              |                     | 33 h 46 min 18 s 0 | F (1,1–1,5 l)  | 57     |
| 53   | 84  | Giuseppe Cazzulani « Monferroni »  | Peugeot 5 HP tipo MM                |                     | 33 h 51 min 33 s 0 | H (0,5–0,75 l) | 77     |
| 54   | 83  | « Du Petit Thouars » L. Siregni    | Peugeot 5 HP tipo MM                |                     | 37 h 48 min 26 s 0 | H (0,5–0,75 l) | 76     |
| 55   | 82  | « Lauvergne » « Labergue »         | Peugeot 5 HP tipo MM                |                     | 37 h 50 min 33 s 0 | H (0,5–0,75 l) | 75     |
| Abd. | 7   | G. Cirio G. Benno                  | Lancia Lambda                       |                     |                    | D (2,0–3,0 l)  | 4      |
| Abd. | 10  | G. Vaccari A. Bogani               | Fiat 501 testa Silvani              |                     |                    | F (1,1–1,5 l)  | 47     |
| Abd. | 25  | E. Guerrero A. Frassinelli         | Lancia Lambda                       |                     |                    | D (2,0–3,0 l)  | 9      |
| Abd. | 28  | Francesco Matrullo « Fiammi »      | Fiat 509S                           |                     |                    | G (0,75–1,1 l) | 63     |
| Abd. | 42  | Gastone Brilli-Peri Bruno Presenti | Alfa Romeo RLSS 22/90               |                     |                    | D (2,0–3,0 l)  | 10     |
| Abd. | 43  | Attilio Marinoni Giulio Ramponi    | Alfa Romeo RLSS 22/90               |                     |                    | D (2,0–3,0 l)  | 11     |
| Abd. | 50  | Giuseppe Gilera B. Ghiringhelli    | Fiat 509S                           |                     |                    | G (0,75–1,1 l) | 66     |
| Abd. | 51  | Umberto Capello « Tomei »          | Fiat 509S                           |                     |                    | G (0,75–1,1 l) | 67     |
| Abd. | 52  | G. Viola A. Viola                  | Ceirano Tipo S 150                  |                     |                    | F (1,1–1,5 l)  | 50     |
| Abd. | 54  | Claudio Sandonnino P. Reggiani     | Bugatti Type 40                     |                     |                    | E (1,5–2,0 l)  | 35     |
| Abd. | 60  | Luigi Fagioli « Lanzi »            | Salmson 1100                        |                     |                    | G (0,75–1,1 l) | 69     |
| Abd. | 61  | Gioacchino Leonardi C. Spineto     | Ceirano Tipo S 150                  |                     |                    | F (1,1–1,5 l)  | 54     |
| Abd. | 63  | Ezio Barbieri « Guidelli »         | SAM Tipo C 25F                      |                     |                    | G (0,75–1,1 l) | 70     |
| Abd. | 64  | « Rolli » « Fontanesi »            | Ceirano Tipo S 150                  |                     |                    | F (1,1–1,5 l)  | 55     |
| Abd. | 65  | R. Ruvioli « Giombini »            | Ansaldo 4H                          |                     |                    | E (1,5–2,0 l)  | 36     |
| Abd. | 69  | Piero Lissoni E. Fumagalli         | Fiat 501S                           |                     |                    | F (1,1–1,5 l)  | 56     |
| Abd. | 79  | Giulio Aymini « Delpodio »         | Diatto Tipo 35                      |                     |                    | D (2,0–3,0 l)  | 18     |
| Abd. | 80  | G. Ceratto F. Sartorio             | Lancia Lambda                       |                     |                    | D (2,0–3,0 l)  | 19     |
| Abd. | 86  | A. Bornigia « Massei »             | Ansaldo 6B IV serie                 |                     |                    | D (2,0–3,0 l)  | 22     |
| Abd. | 92  | M. Riolo « Geri »                  | Fiat 509S                           |                     |                    | G (0,75–1,1 l) | 72     |
| Abd. | 93  | Giovanni Portioli G. Dall'Olio     | Amilcar CGSs                        |                     |                    | G (0,75–1,1 l) | 73     |
| Abd. | 94  | L. Arpinati R. Bertoni             | Alfa Romeo RLSS 22/90               |                     |                    | D (2,0–3,0 l)  | 26     |

- Légende: Abd.=Abandon ; Np.=Non partant